# Voigtländer
Voigtländer (pronunciació alemanya: [ˈfoːktlɛndɐ]) va ser una empresa alemanya de llarga tradició dins de la indústria de l'òptica i la fotografia, amb seu a Braunschweig, i que actualment continua sent una marca de productes fotogràfics.
Voigtländer va ser fundada a Viena el 1756 per Johann Christoph Voigtländer, a qui deu el nom, i produïa instruments matemàtics, productes mecànics de precisió, instruments òptics, incloent instruments de medició òptics i binocles d'òpera, essent un dels fabricants més antics de càmeres fotogràfiques.